# Brenda Lozano
Brenda Lozano (Ciudad de México, 12 de junio de 1981) es una escritora mexicana.

## Biografía
Estudió literatura en la Universidad Iberoamericana y New York University. Ha publicado cuatro novelas — Todo nada (2009), Cuaderno ideal (2014), Brujas (2020) y Soñar como sueñan los árboles (2024) — y el libro de ficción corta Cómo piensan las piedras (2017). Cuaderno ideal ha sido traducido al inglés por Annie McDermott bajo el título Loop, y Brujas ha sido traducido al inglés por Heather Cleary  bajo el título Witches. 
Ha sido antologizada en diversas publicaciones, ha impartido cursos universitarios y talleres y se ha involucrado en proyectos de cine y arte contemporáneo. En 2017, fue nombrada como una de las Bogotá 39, una selección de los mejores escritores jóvenes de América Latina. En 2019 recibió el premio PEN de traducciones. Escribe en el diario El País y vive en la Ciudad de México.

## Controversias
El 16 de agosto de 2021, la Secretaría de Relaciones Exteriores informó la designación de Brenda Lozano Vázquez como agregada cultural de México en España.
El nombramiento desató críticas por parte de sectores sociales afines al presidente dado que la escritora realizó críticas a López Obrador. También se señaló que carecía de experiencia diplomática para representar a México y que su designación se debía la cercanía con Enrique Márquez, entonces encargado de la diplomacia cultural de la Secretaría de Relaciones Exteriores en México.
El 20 de agosto del 2021 el presidente de México Andrés Manuel López Obrador retiró el nombramiento de Brenda Lozano, dado que ésta se resistió a ser removida, y propuso que fuera una poeta indígena quien ocupase el cargo.

## Libros publicados
- Todo nada (2009)
- Cuaderno ideal (2014)
- Cómo piensan las piedras (2017)
- Brujas (2020)
- Soñar como sueñan los árboles (Alfaguara, 2024)

## Premios
- Premio PEN de traducciones (2019)